# Sójové rezy

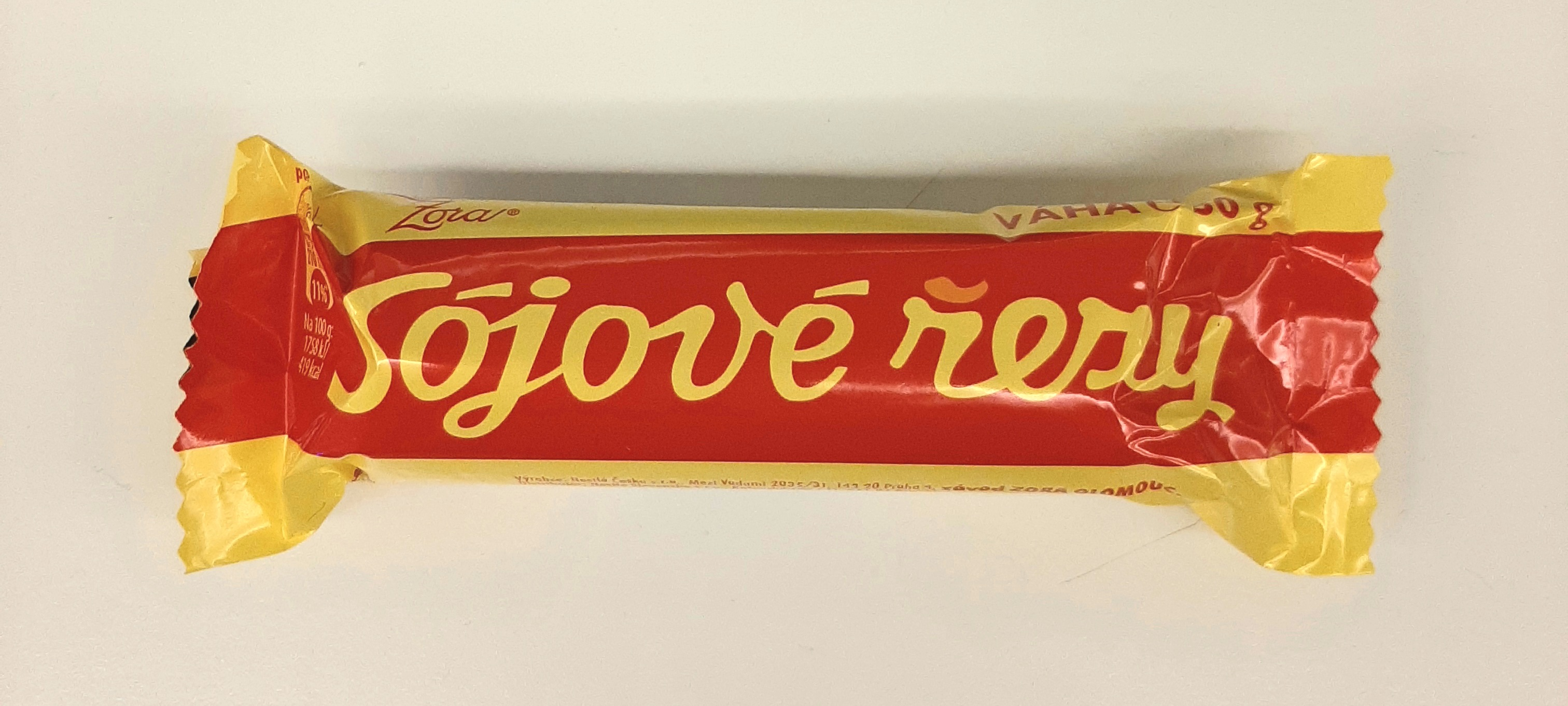
Edizione retrò di Sójové řezy della fabbrica Zora

Il sójové rezy, sójový kmeň o sójový suk (in slovacco);  sójové řezy, sójový kmen o sójová tyčinka (in ceco), letteralmente barretta di soia, è un dessert a base di soia a forma di bastone cilindrico. Iniziò ad essere prodotto dallo stabilimento Zora di Olomouc, che fu poi acquistato dalla multinazionale Svizzera Nestlé. Attualmente è prodotto da diversi produttori.
I sójové rezy sono costituiti da zucchero, farina di soia, sciroppo di glucosio e fruttosio, grasso vegetale, sciroppo di glucosio, briciole di wafer, latte in polvere e aroma.